# Oyala-Thumotang-Nationalpark
Der Oyala-Thumotang-Nationalpark (englisch Oyala Thumotang National Park), bis 2012 auch Mungkan-Kandju-Nationalpark genannt, ist ein etwa 3800 Quadratkilometer großer Nationalpark auf der Cape York Peninsula in Queensland, Australien. Er wird von den örtlichen Aborigines zusammen mit der Nationalparkverwaltung von Queensland unter dem Status Cape York Peninsula Aboriginal Land (CYPAL) verwaltet.

## Lage
Der Park befindet sich in der Region Far North Queensland, 330 Kilometer nordwestlich von Cooktown und 150 Kilometer südöstlich von Weipa. Etwa 20 Kilometer nördlich von Coen zweigt die Rokeby Road von der Peninsula Developmental Road nach Westen in den Park ab. Der Weg führt auf 125 Kilometer durch den Park und ist nur für Allradfahrzeuge geeignet. Die meisten Abschnitte der Straße sind einfache Bush Tracks, daher sollten die Fahrzeuge einen einwandfreien, mechanischen Zustand aufweisen.
In der Nachbarschaft liegen die Nationalparks KULLA (McIlwraith Range) und Iron-Range.

## Landesnatur
Im Bereich des Langi und Coen River wächst im Osten an den Hängen der McIlwraith Range dichter tropischer Regenwald, im Westen entlang der Flussläufe herrscht ein Kletterpflanzendickicht vor. Diese grünen Finger sind wichtige Korridore für viele Tierarten. Im Gegensatz zu diesen weitverzweigten, viele kanalartigen Flussläufen verläuft der Archer River in einem einzigen, tief eingeschnittenen Bett, gesäumt von Myrtenheiden und dichtem Regenwald. Im Gelände zwischen den beiden Flüssen herrschen offene Eukalyptenwälder vor, durchsetzt mit Sümpfen und Lagunen, die während der Regenzeit durch den Überlauf der umliegenden Flüsse mit Wasser gefüllt werden.